# Eurydinoteloides americanus
Eurydinoteloides americanus är en stekelart som beskrevs av Girault 1913. Eurydinoteloides americanus ingår i släktet Eurydinoteloides och familjen puppglanssteklar. Inga underarter finns listade i Catalogue of Life.